# Алелі
Алельні гени, алелі (від лат. allelos — протилежний) — парні гени, що займають одні й ті самі локуси гомологічних хромосом і визначають альтернативні взаємовиключні стани тієї самої ознаки. Трапляються в межах однієї популяції організмів та визначають різні фенотипи цих організмів.

## Загальна характеристика
Алельні гени займають однакове положення в хромосомах однієї пари (гомологічних хромосомах) і визначають різні стани певних ознак (наприклад, високий чи низький зріст, світлий або чорний колір волосся, блакитний або карий колір очей, а також можуть визначати такі аномалії як альбінізм, непропорційне розташування тих чи інших частин тіла, органів, нерідко трапляються й відносно різнобарвний колір нігтів, очей; найбільш розповсюдженим явищем є зміна кольору очей, що не впливає на якість зору).
В особин певного виду алельні гени можуть бути в різних поєднаннях. Якщо організм диплоїдний, тобто кожна хромосома має пару, то він може мати або два однакові алелі певного гена, або різні. У кожній клітині  диплоїдного організму будь-який ген представлений двома алелями, один з яких організм одержав від батька, а іншу - від матері (виняток становлять лише статеві клітини, в яких міститься лише один алель цього гена).
Різні алельні гени мають різний ступінь здатності до зміни структури. Розрізняють стійкі алелі, мутації яких спостерігаються відносно рідко, і нестійкі, мутації яких відбуваються значно частіше.
Якщо генотип особини містить дві різні алелі (особа — гетерозигота), прояв ознаки залежить тільки від одного з них — домінантного. Рецесивний алель впливає на фенотип, тільки якщо перебуває в обох хромосомах (особа — гомозигота). Домінантний алель є сильнішим від рецесивного і тому особа успадкує ознаку від домінантного алеля. У складніших випадках спостерігаються інші види алельних взаємодій. 
- Домінантний ген (алель) — ген, який проявляється у фенотипі гетерозиготного організму.
- Рецесивний ген (алель) — ген, який не проявляється у фенотипі гетерозиготного організму.

Домінантний і рецесивний алелі одного гена позначаються однаковою літерою латинського алфавіту, але домінантний алель пишуть з великої літери (А), а рецесивний — маленькою (а).

## Історія відкриття
Мендель
В 60-х роках XIX століття австрійський монах Грегор Йоганн Мендель зацікавився схрещуванням гороху, що мав різні ознаки. Він вирішив, що варто сконцентруватися на кількох відмінностях, нехтуючи рештою. Він почав проводити селекцію за трьома ознаками (факторами): колір горошин (зелений — жовтий), зовнішній вигляд (гладенький — зморшкуватий), довжина стеблини (довга — коротка). Він дослідив передачу цих характеристик від покоління до покоління, скрупульозно записуючи результати.
Мендель дослідив, що для кожного фактора існує по дві форми, і що різні фактори між собою не корелюють.
Якщо рослину із жовтими горошинами схрестити із зеленими (батьківське покоління), то в 1-му поколінні всі особини будуть одного — жовтого кольору, а у 2-му поколінні 1/4 рослин будуть зеленого кольору, решта 3/4 — жовтого. Це повністю збіглося з його розрахунками. Одна з цих ознак (в цьому випадку жовтий колір) є домінантною, а інша (зелений колір) є рецесивною.
В 1863 монах завершив свої дослідження, і попри публікацію в 1866 р. в провінційному австрійському журналі його праця на тривалий час залишилася непоміченою.
Лише в 1900 році три вчених (гол. Хуго Де Фріз, нім. Карл Еріх Корренс і австрієць Еріх фон Чермак), незалежно один від одного, заново відкрили й опублікували закони Менделя, з посиланням на Ґреґора Менделя. В 1909 данський біолог Вільгельм Людвіг Йогансен, що ввів термін ген, назвав різні форми генів, що визначають відмінності за однією з ознак, алелями.

## Взаємодія алельних генів
Взаємодія алельних генів проявляється у формі: 
- Повне домінування — взаємодія двох алелів одного гена, коли домінантний алель повністю виключає прояв дії рецесивного алеля. У фенотипі присутня тільки ознака, що задається домінантним алелем. Повне домінування спостерігається у першому законі Менделя.
- Неповне домінування (проміжне успадкування) - один з видів взаємодії алельних генів, при якому один алель гена неповністю домінує над іншим.
- Кодомінування — рівнозначність вияву у фенотипі обох алелів гена за одночасної наявності їх у гетерозиготі. Прикладом кодомінування є 4-та група крові за системою АВ0. У людей з 4 групою крові (записують так «АВ») проявляються ознаки й 2-ї, і 3-ї груп крові.
- Наддомінування — прояв домінантного алеля в гетерозиготному стані іноді сильніший, ніж у гомозиготному (АА {\displaystyle <}Аа{\displaystyle >}аа).

## Взаємодії неалельних генів
Неалельні гени — гени різних алельних пар. Вони, відповідно, визначають різні варіанти ознак і характеризуються протилежними, порівняно з алельними генами, властивостями. 
Для неалельних генів характерний інший вид взаємодії, а саме:
- Комплементарність — тип взаємодії неалельних генів, при якому один домінантний ген доповнює дію іншого, неалельного йому, домінантного гена. Гени, що взаємодіють за такою схемою, називають комплементарними. При комплементарності розщеплення за фенотипом  від схрещування двох гетерозигот  відповідає співвідношенню 9:6:1 або 9:3:4 або 9:7, у деяких випадках — 9:3:3:1. Вперше такого роду взаємодію виявлено в запашного горошку (Lathyrus odoratus) на прикладі кольору віночка квітки. Квіти мали колір, якщо в генотипі були наявні обидва домінантних гени А і В, оскільки наявність пігменту контролювалася двома ферментами - відповідними продуктами генів. У людини за типом комплементарності успадковується здатність до синтезу інтерферону.
- Епістаз — тип взаємодії неалельних генів, за якого один ген здатен пригнічувати дію іншого. Ген, який пригнічує, називають епістатичним, а ген, дія якого пригнічується — гіпостатичним. Так, у курей домінантний алель гена С зумовлює розвиток пігменту, але домінантний алель іншого гена І є його супресором. Тому кури, навіть ті, що мають домінантний алель гена кольору, за наявності супресора виявляються білими. Особини, які мають у генотипі алелі І_С_ , білі, а з генотипом ііСС_ — пігментовані. Отже, білий колір курей може бути зумовлений як відсутністю домінантного алеля гена пігментації, так і наявністю домінантного алеля гена, який зумовлює явище епістазу (пригнічення) гена пігментації;
- Полімерія — тип взаємодії неалельних генів, за якого гени можуть впливати на одну й ту саму ознаку, посилюючи її прояв. Такі гени називаються однозначними, або полімерними, а ознаки, які ними визначаються, — полігенними. У цьому разі два і більше домінантних алелів однаковою мірою впливають на розвиток однієї й тієї самої ознаки. Полімерні гени заведено позначати однією літерою з цифровими індексами (А1, А2, А3, А4), при чому, кожен наступний ген виявляє сильнішу ознаку за попередній (А1{\displaystyle <}А2{\displaystyle <}А3).
- Плейотропія (від грецьких слів pleio — «багато» і trepein — «вплив») — це залежність кількох ознак від одного гена, тобто множинна дія одного гена. У людини відома спадкова хвороба — арахнодактилія («павучі пальці» — дуже тонкі і довгі пальці), або синдром Марфана. Ген, який відповідає за цю хворобу, викликає порушення розвитку сполучної тканини й одночасно впливає на виникнення кількох ознак: порушення будови кришталика ока, аномалії у серцево-судинній системі.